# Незайманки-самогубці
«Незайманки-самогубці» (або «Незаймані самогубці», англ. The Virgin Suicides) — американська драма 1999 року американської режисерки Софії Копполи за її сценарієм. Заснована на однойменному романі американського письменника Джефрі Єгенідіса.

## Сюжет
У сім'ї Лісбон п'ять дочок-підліток. Після того, як 13-річна Сесилія закінчує життя самогубством, її сестри стають об'єктом пильної уваги всіх жителів містечка. Особливо сусідських хлопців, що влаштовують за дівчатками справжнє стеження. Бажаючи відгородити дочок від навколишніх людей, батьки поступово припиняють усіляке спілкування із зовнішнім світом і забороняють дочкам виходити з дому.

## У ролях
- Джеймс Вудс — Рональд Лісбон, батько героїнь
- Кетлін Тернер — пані Лісбон, мати героїнь
  - Ганна Р. Голл — Сесилія Лісбон
  - Кірстен Данст — Люкс Лісбон
  - Ей Джей Кук — Мері Лісбон
  - Леслі Гейман — Тереза Лісбон
  - Челсі Свейн — Бонні Лісбон
- Джош Гартнетт — Тріп Фонтейн
  - Майкл Паре — дорослий Тріп Фонтейн
- Джонатан Такер — Тім Вайнер
- Ной Шебіб — Паркі Дентон
- Роберт Шварцман — Пол Балдіно
- Скотт Гленн — отець Муді
- Денні ДеВіто — доктор Горнікер
- Гайден Крістенсен — Джейк Гілл Конлі
- Джо Ронцетті — Кевін Гед
- Шеррі Міллер — пані Буелл
- Крістін Фейрлай — Емі Шафф
- Саллі Кегілл — пані Гедлай
- Джованні Рібізі — оповідач (голос)

### Епізодичні ролі
- Ентоні ДеСімоне — Чейз Буелл
- Лі Каган — Девід Баркер
- Кріс Гейл — Пітер Сістен
- Джо Дінікол — Домінік Палаццоло
- Сукі Кайзер — Лідія Перл
- Доун Ґрінгалґ — місіс Шеєр
- Аллен Стюарт-Коутс — пан Шеєр
- Джонатан Вітакер — пан Буелл
- Мішель Дюке — пані Дентон
- Мюррей Мак-Рей — пан Дентон
- Роберта Генлі — пані Вайнер
- Пол Сіберсма — Джо Ларсон
- Сьюзен Сіберсма — пані Ларсон